# Воло (Илиноис)
Воло (енгл. Volo) град је у америчкој савезној држави Илиноис.

## Демографија
По попису из 2010. године број становника је 2.929, што је 2.749 (1527,0%) становника више него 2000. године.
| Група             | 2000.       | 2010.         |
| Белци             | 133 (73,9%) | 2.209 (75,4%) |
| Афроамериканци    | 0 (0,0%)    | 60 (2,0%)     |
| Азијати           | 2 (1,1%)    | 241 (8,2%)    |
| Хиспаноамериканци | 42 (23,3%)  | 357 (12,2%)   |
| Укупно            | 180         | 2.929         |